# Taurina deshidrogenasa
La taurina deshidrogenasa EC 1.4.99.2 es una enzima que cataliza la siguiente reacción química:
Por lo tanto, los tres sustratos de esta enzima son taurina, agua, y un aceptor de electrones; mientras que sus tres productos son sulfoacetaldehído, amoníaco y el aceptor reducido.

## Clasificación
Esta enzima pertenece a la familia de las oxidorreductasas, más específicamente a aquellas oxidorreductasas que actúan sobre grupos CH-CH
2 como dadores de electrones con otros aceptores.

## Nomenclatura
El nombre sistemático de esta clase de enzimas es taurina:aceptor oxidorreductasa (desaminadora). Otros nombres por los cuales se la conoce son taurina:(aceptor) oxidorreductasa (desaminadora).

## Papel biológico
Esta enzima participa en la vía metabólica microbiana llamada, vía de degradación de la taurina II. Una subvía del metabolismo del nitrógeno que le permite a estos organismos crecer utilizando a la taurina como única fuente de nitrógeno.